# عساب (إب)
عساب هي إحدى قرى الجمهورية اليمنية. تتبع جغرافيا لمحافظة إب وإداريًا لمديرية جبله. يبلغ تعداد سكانها 996 نسمة حسب الإحصاء الذي أجري عام 2004.